# Liste der Naturschutzgebiete im Landkreis Limburg-Weilburg
Im hessischen Landkreis Limburg-Weilburg gibt es die in der nachfolgenden Tabelle aufgelisteten Naturschutzgebiete. Zuständig für die Ausweisung von Naturschutzgebieten ist das Regierungspräsidium Gießen als obere Naturschutzbehörde.
| Name                                         | Bild | Kennung                 | Einzelheiten                                                                   | Position | Fläche Hektar | Datum |
| -------------------------------------------- | ---- | ----------------------- | ------------------------------------------------------------------------------ | -------- | ------------- | ----- |
| Arfurter Felsen                              | BW   | 1533001 WDPA: 81314     | OSM-Link zur Kartendarstellung: „Arfurter Felsen“                              | ⊙        | 20,42         | 1977  |
| Blasiusberg                                  | BW   | 1533002 WDPA: 81413     | OSM-Link zur Kartendarstellung: „Blasiusberg“                                  | ⊙        | 22,06         | 1927  |
| Dornburg                                     |      | 1533003 WDPA: 81542     | OSM-Link zur Kartendarstellung: „Dornburg“                                     | ⊙        | 53,47         | 1927  |
| Heidenhäuschen                               |      | 1533004 WDPA: 6973      | OSM-Link zur Kartendarstellung: „Heidenhäuschen“                               | ⊙        | 145,02        | 1927  |
| Wehrley von Runkel                           |      | 1533005 WDPA: 82874     | OSM-Link zur Kartendarstellung: „Wehrley von Runkel“                           | ⊙        | 20,54         | 1977  |
| Rückershäuser Moor                           | BW   | 1533006 WDPA: 82455     | OSM-Link zur Kartendarstellung: „Rückershäuser Moor“                           | ⊙        | 3,28          | 1977  |
| Runkeler Laach                               |      | 1533007 WDPA: 82464     | OSM-Link zur Kartendarstellung: „Runkeler Laach“                               | ⊙        | 13,46         | 1978  |
| Häuserbachtal bei Möttau                     |      | 1533008 WDPA: 163563    | OSM-Link zur Kartendarstellung: „Häuserbachtal bei Möttau“                     | ⊙        | 14,27         | 1988  |
| Die Reusch von Werschau                      | BW   | 1533009                 | NSG wurde aufgelöst - existiert nicht mehr wg. Kiesabbau.                      | ⊙        | 7,79          | 1983  |
| Thalheimer Kiesgrube                         | BW   | 1533010 WDPA: 165874    | OSM-Link zur Kartendarstellung: „Thalheimer Kiesgrube“                         | ⊙        | 3,72          | 1984  |
| Steinbruch bei Ahlbach                       | BW   | 1533011 WDPA: 165688    | OSM-Link zur Kartendarstellung: „Steinbruch bei Ahlbach“                       | ⊙        | 4,75          | 1984  |
| Tongruben von Hintermeilingen                |      | 1533012 WDPA: 165920    | OSM-Link zur Kartendarstellung: „Tongruben von Hintermeilingen“                | ⊙        | 10,45         | 1985  |
| Wacholderheide bei Weilmünster               | BW   | 1533013 WDPA: 166113    | OSM-Link zur Kartendarstellung: „Wacholderheide bei Weilmünster“               | ⊙        | 8,64          | 1985  |
| Springersberg bei Odersbach                  | BW   | 1533014 WDPA: 165626    | OSM-Link zur Kartendarstellung: „Springersberg bei Odersbach“                  | ⊙        | 3,99          | 1986  |
| Westerwaldgrube bei Thalheim                 |      | 1533015 WDPA: 166273    | OSM-Link zur Kartendarstellung: „Westerwaldgrube bei Thalheim“                 | ⊙        | 9,07          | 1986  |
| Kalksteinbruch bei Hadamar                   | BW   | 1533016 WDPA: 163996    | OSM-Link zur Kartendarstellung: „Kalksteinbruch bei Hadamar“                   | ⊙        | 9,87          | 1986  |
| Kiesgrube von Niederhadamar                  | BW   | 1533017 WDPA: 164081    | OSM-Link zur Kartendarstellung: „Kiesgrube von Niederhadamar“                  | ⊙        | 13,95         | 1988  |
| Möttbachtal bei Weilmünster                  | BW   | 1533018 WDPA: 164701    | OSM-Link zur Kartendarstellung: „Möttbachtal bei Weilmünster“                  | ⊙        | 17,66         | 1988  |
| Dehrner Auwald und Dehrner Teiche            | BW   | 1533019 WDPA: 318283    | OSM-Link zur Kartendarstellung: „Dehrner Auwald und Dehrner Teiche“            | ⊙        | 32,41         | 1988  |
| Maienburg bei Winkels                        |      | 1533020 WDPA: 164548    | OSM-Link zur Kartendarstellung: „Maienburg bei Winkels“                        | ⊙        | 12,48         | 1993  |
| Eich von Niederbrechen                       |      | 1533021 WDPA: 162875    | OSM-Link zur Kartendarstellung: „Eich von Niederbrechen“                       | ⊙        | 30,19         | 1994  |
| Steimelskopf bei Arfurt                      | BW   | 1533022 WDPA: 165666    | OSM-Link zur Kartendarstellung: „Steimelskopf bei Arfurt“                      | ⊙        | 13,97         | 1994  |
| Oberes Dombachtal                            |      | 1533023 WDPA: 164875    | OSM-Link zur Kartendarstellung: „Oberes Dombachtal“                            | ⊙        | 18,71         | 1995  |
| Bleidenberg bei Niederbrechen                |      | 1533024 WDPA: 162455    | OSM-Link zur Kartendarstellung: „Bleidenberg bei Niederbrechen“                | ⊙        | 7,3           | 1995  |
| Stauwurzel des Seeweihers bei Mengerskirchen | BW   | 1533025 WDPA: 165658    | OSM-Link zur Kartendarstellung: „Stauwurzel des Seeweihers bei Mengerskirchen“ | ⊙        | 35,41         | 1996  |
| Elbbachtal                                   | BW   | 1533026 WDPA: 162908    | OSM-Link zur Kartendarstellung: „Elbbachtal“                                   | ⊙        | 82,99         | 1996  |
| Mensfelder Kopf                              |      | 1533027 WDPA: 318779    | OSM-Link zur Kartendarstellung: „Mensfelder Kopf“                              | ⊙        | 7,17          | 1998  |
| Kerkerbachtal                                | BW   | 1533028 WDPA: 318643    | OSM-Link zur Kartendarstellung: „Kerkerbachtal“                                | ⊙        | 19,92         | 1999  |
| Wörsbachtal                                  | BW   | 1533029 WDPA: 319354    | OSM-Link zur Kartendarstellung: „Wörsbachtal“                                  | ⊙        | 25,89         | 2000  |
| Bodensteinerlai                              | BW   | 1533030 WDPA: 318213    | OSM-Link zur Kartendarstellung: „Bodensteinerlai“                              | ⊙        | 4,8           | 1999  |
| Steinbruch Neudorf bei Barig-Selbenhausen    | BW   | 1533031 WDPA: 555690864 | OSM-Link zur Kartendarstellung: „Steinbruch Neudorf bei Barig-Selbenhausen“    | ⊙        | 9,71          | 2018  |
| Legende für Naturschutzgebiet                |      |                         |                                                                                |          |               |       |